# Melanolipofuscin
Melanolipofuscin ist ein Hybridgranulum, welches einen Melaninkern und eine Außenschale aus Lipofuszin hat. Es kommt im retinalen Pigmentepithel von alternden Menschen vor.
Melanolipofuscin ist mit einem besonders hohen Risiko verbunden, an altersbedingter Makuladegeneration zu erkranken. Melanolipofuszin entsteht, wenn das Melanin, das Lipofuszin und seine Vorstufen nicht mehr durch Chemiexcitation abgebaut werden können.